# Isolepis venustula
Isolepis venustula är en halvgräsart som beskrevs av Carl Sigismund Kunth. Isolepis venustula ingår i släktet borstsävssläktet, och familjen halvgräs. Inga underarter finns listade i Catalogue of Life.